# Metaleptus batesi
Metaleptus batesi är en skalbaggsart som beskrevs av Horn 1885. Metaleptus batesi ingår i släktet Metaleptus och familjen långhorningar. Inga underarter finns listade i Catalogue of Life.